# 二次電池式電気自動車

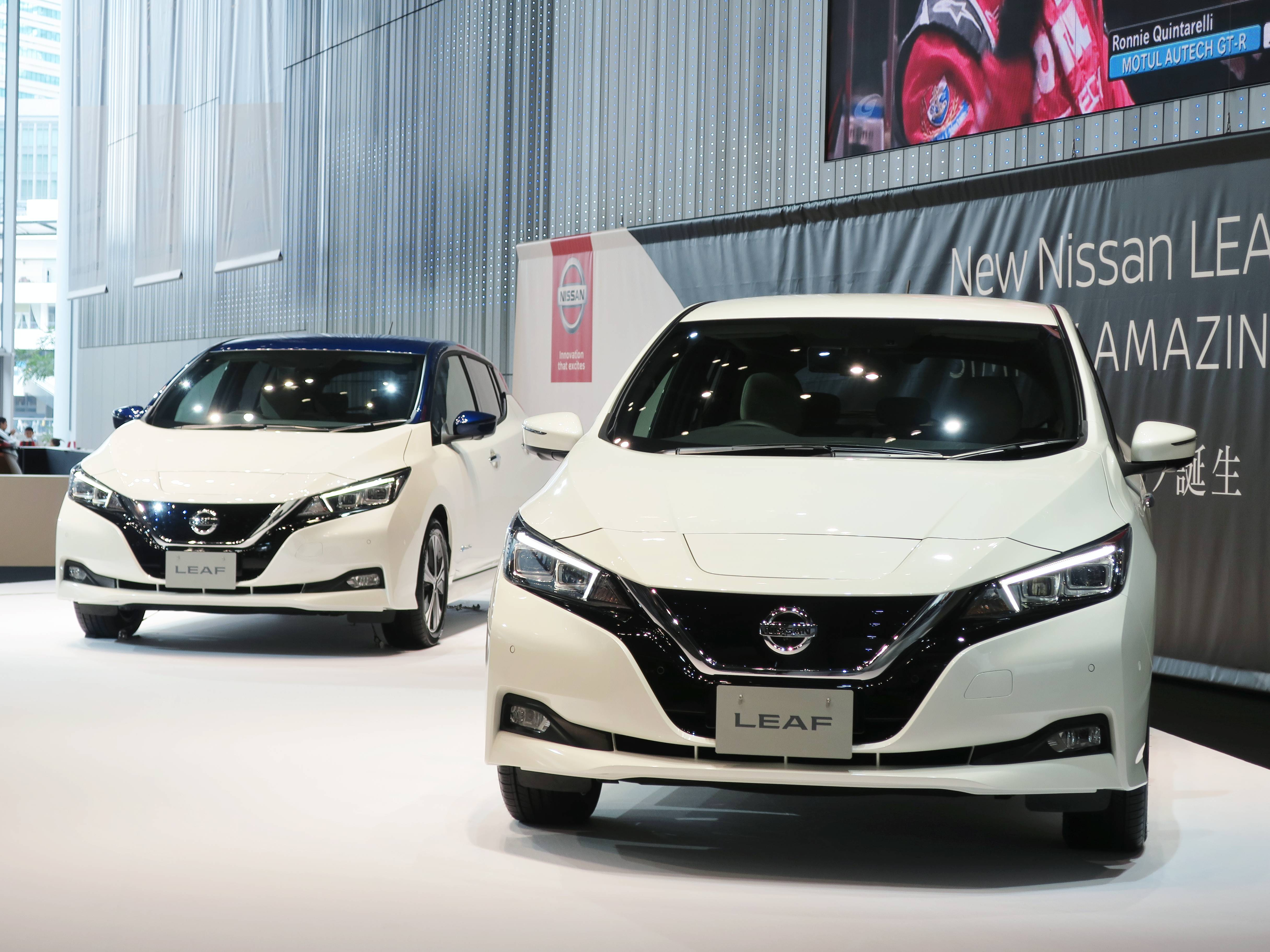
日産・リーフ（2代目 ZE1型）

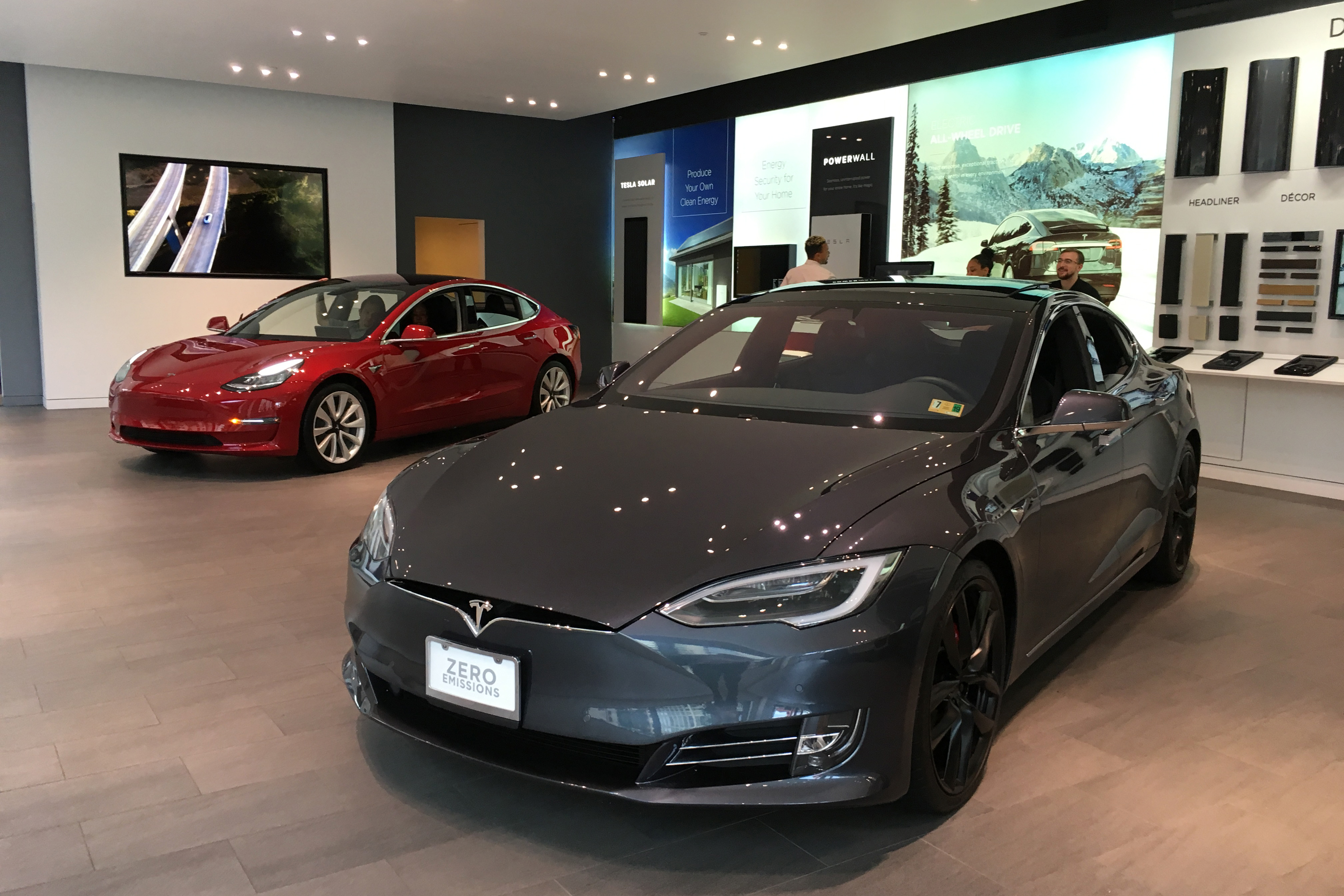
テスラ・モデルS / テスラ・モデル3

二次電池式電気自動車（にじでんちしきでんきじどうしゃ、Battery Electric Vehicle）とは、車載の二次電池（バッテリー）パックに充電された電気エネルギーのみで電動機（モーター）を回し走行する形式の電気自動車である。バッテリー式電気自動車ともいう。略称は英語名の頭文字からBEV。内燃機関（エンジン）を持たないことから、走行中に二酸化炭素や窒素酸化物を排出しないゼロエミッション車である。
電池に充電して走行する電気自動車は、蒸気自動車やガソリンエンジン自動車と並んで古くから開発されているが、電池の性能が良くなかったことから普及していなかった。現在は電池の性能が格段に進歩し、車全体の構造もエンジン車に比べ単純なことから普及が加速している。

## 概要
二次電池式電気自動車は高いエネルギー密度を持った新しい電池技術であるリチウムイオン電池の発達に伴い、加速力や航続距離などでより高い性能が得られるようになった。

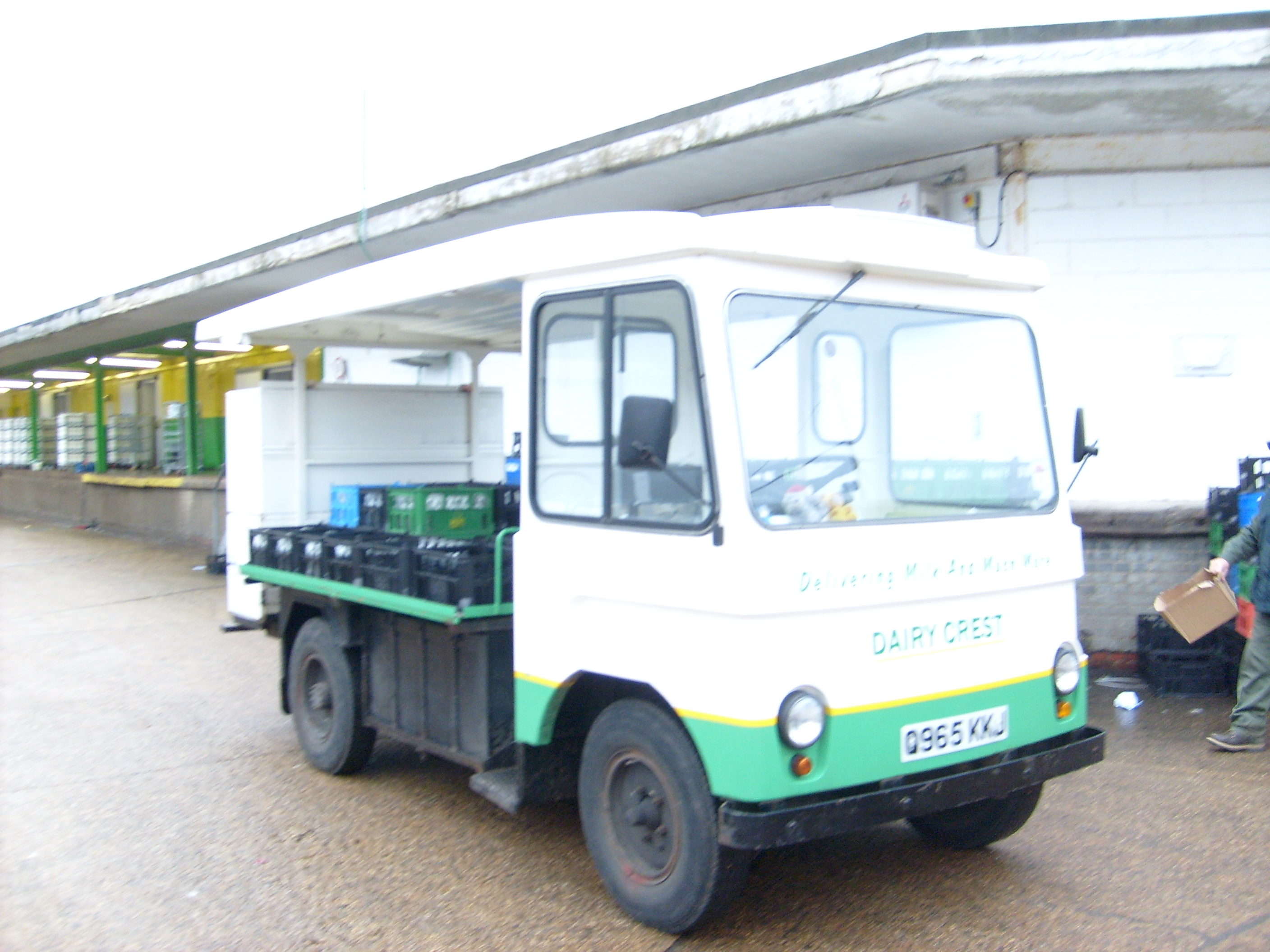
Dairy Crest SmithのElizabethan milk

一般的には外部からプラグを車体に接続し充電するが、充電された電池自体を交換するものもある。

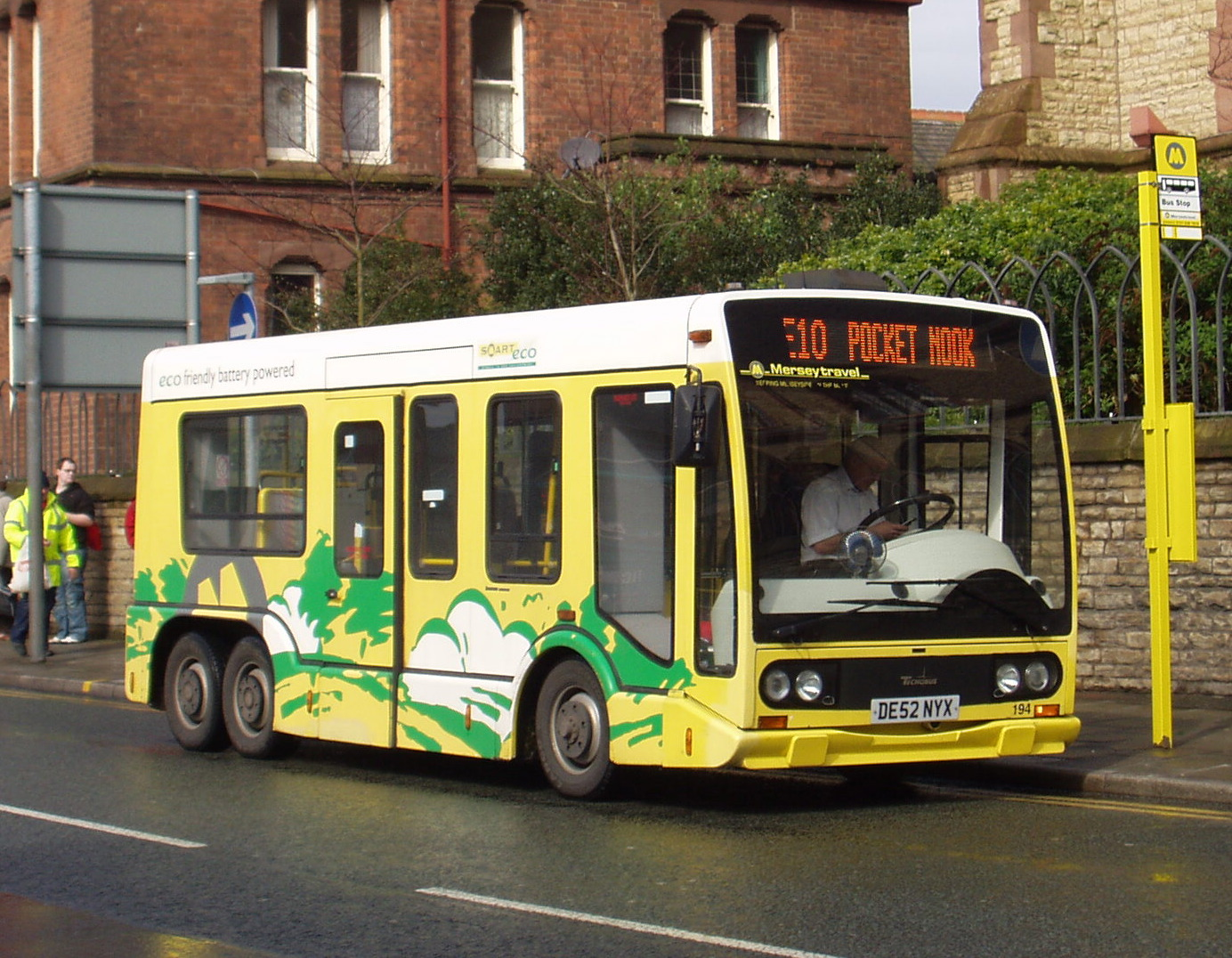
イングランド セント・ヘレンズの二次電池式電動小型バス

電気自動車は排出ガスゼロにより都市部の大気汚染を著しく削減する潜在性がある。
電気自動車は自動車産業への大きなインパクトが予期され、自動車排出ガスの削減に対して有効であり、石油依存を減らし、ガソリン価格の上昇が予測されている。 世界の各政府は電動輸送機器とその構成部品の開発の資金供給に何十億ドルもの約束をしている。アメリカ合衆国は電気自動車と二次電池向けの連邦補助金に切り替わりUS$24億を約束した。また、中国は電気自動車産業の開始にUS$150億を供給すると公表した。
一方で、BEV自体のコストダウンや補助金の給付、電動機と電池の性能向上だけではBEVの普及は進まない。BEVメーカーは採算度外視で充電スポットを拡充しているが、今後、充電インフラの整備は誰がどのようなかたちで費用を負担するのか、また、各家庭が大容量充電器を使い始めた場合に電力供給に問題はないのか、それとも、現状に近いかたちで出先での充電時間や家庭での充電能力を制限するのか、あるいは、地域全体での充電器の台数に上限を設定するのかなど、未だに定まっていない。特にリチウムイオン二次電池車については、駐車場・自動車運搬船（沈没も含む）の連鎖火災が時々報ぜられ、自動車保険についても在来エンジン車より不利な契約或いは契約拒否となることがある。

## 種類

### バス
- テネシー州チャタヌーガ: zero-fare電気バス[16][17]
- Wrightbus: StreetCar RTVのためのハイブリッド式
- 三菱ふそう・ローザ電気シャトルバス
- Blue Bird TC/2000[18][19]
- Beijing Institute of TechnologyとJinghua Coach Co. Ltd.[20][21]
- Thunder Sky[22]
- Valence Technology[23]
- Free Tindo[24][25]

### トラック
- Drive Star[26]
- セミトレーラートラック[27]
- 電動トラクター: 1990年代以降に製造されている。[28][29][30]
- 牛乳配達車（ミルク フロート）[31]
- ごみ収集トラック[32][33]
- ピックアップトラック[34][35]

## テクノロジー

### モーター
電気自動車は伝統的に直流整流子電動機（brushed DC electric motor）の一形式である直流直巻電動機（series wound DC motors）を使用してきた。最近の電動輸送機器は様々な交流電動機（AC motor）のタイプを使用し、これらはより簡単に製造でき、損傷しうるブラシ放電がない。通常これらは誘導電動機（induction motor）またはブラシレス交流電動機（brushless AC electric motor）であり、永久磁石を使用している。より簡単な駆動構成もしくはまたより低コストを提供する永久磁石電動機には、無整流子電動機（brushless DC electric motor）を含め、いくつかのバリエーションがある。

### モーターコントローラー
モーターコントローラーはモーターへの電力を調整し、DCまたはACのモーターのタイプに応じてvariable pulse width DCまたはvariable frequency variable amplitude ACを供給する。

### バッテリー
- 鉛蓄電池
- ニッケル水素充電池
- リチウムイオン二次電池
- リチウムイオンポリマー二次電池

などが使用される。